# Вильгельм, Эрвин
Эрвин Вильгельм (нем. Erwin Wilhelm; 6 сентября 1926 — 16 февраля 2012) — саарский футболист, защитник. Сыграл один матч за сборную Саара.

## Биография
На клубном уровне известен по выступлениям за клуб «Боруссия» (Нойнкирхен), игроком которого был с 1950 по 1952 год.
В составе сборной Саара провёл единственный матч — 14 октября 1951 года на стадионе Пратер в Вене он отыграл полную встречу со второй сборной Австрии (1:4).